# Eray Cömert
Eray Ervin Cömert, född 4 februari 1998, är en schweizisk fotbollsspelare som spelar för Real Valladolid, på lån från Valencia och Schweiz landslag.